# 平壤熙川高速公路
平壤熙川高速公路（韓語：평양향산관광도로）又名平壤香山觀光公路， 是連接朝鮮民主主義人民共和國首都平壤順安區和慈江道熙川市的一條高速公路。全長138公里。
1995年10月21日通車。目前已被编入泛亚公路1号线。